# نيك باكستر
نيك باكستر (بالإنجليزية: Nicholas Baxter)‏ هو مجدف أسترالي، ولد في 26 يوليو 1979 في كانبرا في أستراليا.

## وصلات خارجية
- نيك باكستر على موقع الاتحاد الدولي للتجديف (الإنجليزية)